# Parcs nationaux du Royaume-Uni
Le Royaume-Uni possède 15 parcs nationaux, dont 10 en Angleterre, 3 au pays de Galles et 2 en Écosse. 
La gestion des parcs écossais et gallois est dévolue aux nations constitutives, mais tous les parcs sont membres de l'Association of National Park Authorities (en).
L'ensemble des parcs nationaux du Royaume-Uni sont classés Catégorie V au titre de paysage terrestre ou marin protégé par l'UICN.

## Angleterre et pays de Galles

Parcs nationaux d'Angleterre et du pays de Galles

| \| Parc national \| Année de création \| Superficie (km2) \| # (carte) \| \| ------------------------------------- \| ----------------- \| ---------------- \| --------- \| \| Parc national de Peak District \| 1951 \| 1 438 km2 \| 1 \| \| Parc national du Lake District \| 1951 \| 2 292 km2 \| 2 \| \| Parc national de Snowdonia \| 1951 \| 2 142 km2 \| 3 \| \| Parc national de Dartmoor \| 1951 \| 956 km2 \| 4 \| \| Parc national côtier du Pembrokeshire \| 1952 \| 620 km2 \| 5 \| \| Parc national de North York Moors \| 1952 \| 1 436 km2 \| 6 \| \| Parc national de Yorkshire Dales \| 1954 \| 1 769 km2 \| 7 \| \| Parc national d'Exmoor \| 1954 \| 693 km2 \| 8 \| \| Parc national de Northumberland \| 1956 \| 1 049 km2 \| 9 \| \| Parc national des Bannau Brycheiniog \| 1957 \| 1 351 km2 \| 10 \| \| Parc national de Broads \| 1988 \| 303 km2 \| 11 \| \| Parc national New Forest \| 2005 \| 580 km2 \| 12 \| \| Parc national des South Downs \| 2010 \| 1 641 km2 \| 13 \| |                   |                  |           |
| Parc national | Année de création | Superficie (km2) | # (carte) |
| Parc national de Peak District | 1951              | 1 438 km2        | 1         |
| Parc national du Lake District | 1951              | 2 292 km2        | 2         |
| Parc national de Snowdonia | 1951              | 2 142 km2        | 3         |
| Parc national de Dartmoor | 1951              | 956 km2          | 4         |
| Parc national côtier du Pembrokeshire | 1952              | 620 km2          | 5         |
| Parc national de North York Moors | 1952              | 1 436 km2        | 6         |
| Parc national de Yorkshire Dales | 1954              | 1 769 km2        | 7         |
| Parc national d'Exmoor | 1954              | 693 km2          | 8         |
| Parc national de Northumberland | 1956              | 1 049 km2        | 9         |
| Parc national des Bannau Brycheiniog | 1957              | 1 351 km2        | 10        |
| Parc national de Broads | 1988              | 303 km2          | 11        |
| Parc national New Forest | 2005              | 580 km2          | 12        |
| Parc national des South Downs | 2010              | 1 641 km2        | 13        |

## Écosse

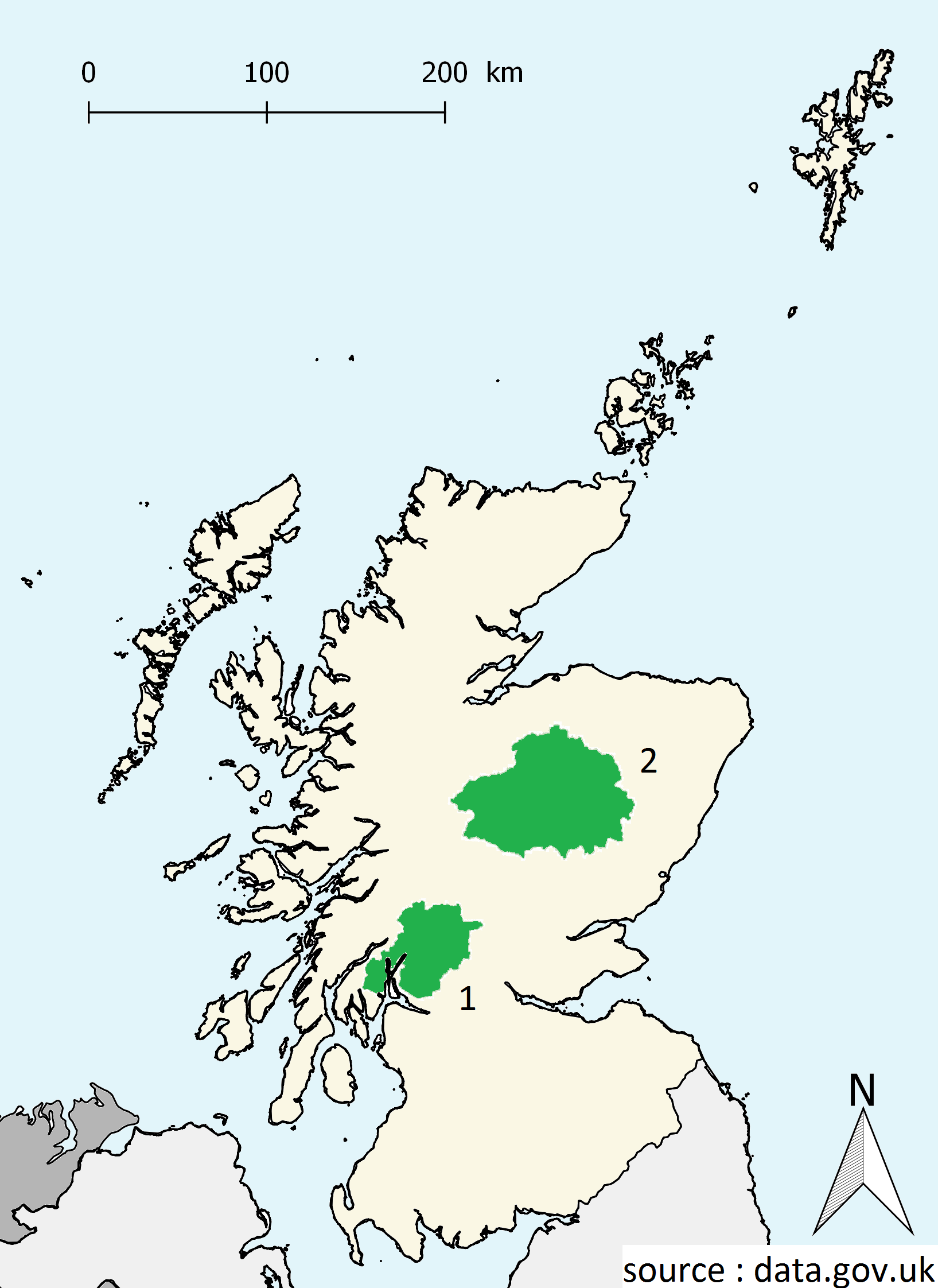
Parcs nationaux d’Écosse

| Parc national                                 | Année de création | Superficie (km2) | # (carte) |
| --------------------------------------------- | ----------------- | ---------------- | --------- |
| Parc national du Loch Lomond et des Trossachs | 2002              | 1 863 km2        | 1         |
| Parc national de Cairngorms                   | 2003              | 4 528 km2        | 2         |